# Planina pri Cerknem
Planina pri Cerknem este o localitate din comuna Cerkno, Slovenia, cu o populație de 159 de locuitori.